# Clot del Corral del Mestre
El Clot del Corral del Mestre és un clot, una petita vall tancada, del terme municipal de Conca de Dalt, a l'antic terme d'Hortoneda de la Conca, al Pallars Jussà. Pertany a l'àmbit de l'antic poble de Perauba.
Està situat al nord de les Roques de Brunet i del Roc del Corral del Peló, a la dreta de la llau de Perauba. És al sud-oest de la Collada del Corral del Mestre i de la Feixa de Viu, al nord-oest del paratge de Sant Andreu.